# Ptychoptera agnes
Ptychoptera agnes is een muggensoort uit de familie van de glansmuggen (Ptychopteridae). De wetenschappelijke naam van de soort is voor het eerst geldig gepubliceerd in 1993 door Krzeminski & Zwick.